# Пи (фильм)
«Пи» (англ. Pi) — американский психологический триллер 1998 года, первый полнометражный фильм режиссёра Даррена Аронофски. Назван по имени математической константы π.

## Сюжет
Одарённый учёный Макс Коэн, главный герой и ненадёжный рассказчик произведения, занимается теорией чисел и верит, что всё в природе можно постичь через числа. Он способен в уме проводить арифметические вычисления с большими числами, чем впечатляет Дженну — девочку с калькулятором, живущую в том же многоквартирном доме. Макс страдает от приступов кластерных болей, а также паранойи, галлюцинаций и синдрома Аспергера. Он ведёт замкнутый образ жизни и ни с кем не общается, за исключением своей дружелюбной соседки Дэви и своего старого наставника, учёного Сола Робсона.
Макс пытается предсказать поведение фондовой биржи, производя вычисления на созданном им компьютере «Евклид». При произведении очередных расчётов «Евклид» вдруг прогнозирует крайне низкие показатели, затем выдаёт некое 216-значное число и сгорает (ранее о числе 216 упоминает Ленни Маер в кафе). Макс в раздражении выбрасывает полученную распечатку. Но на следующее утро он обнаруживает, что предсказание «Евклида» было точным. Макс ищет в урне выброшенную распечатку, но ничего не находит. Когда он рассказывает обо всём Солу, тот начинает беспокоиться. Старик говорит, что встречался с неким 216-значным числом, когда ранее проводил свои исследования. Однако он настаивает, чтобы Макс не торопился с выводами и сделал перерыв.
В кафе герой встречает Ленни Маера — хасида, занимающегося математическим изучением Торы. Ленни показывает некоторые примеры гематрий — совпадений букв еврейского алфавита с числами и объясняет, что некоторые люди считают Тору кодом, посланным Богом. Макс замечает, что в одном из примеров Ленни используются числа Фибоначчи. Далее герой встречается с Мерси Доусон, представителем агентства с Уолл Стрит; она предлагает Максу новый засекреченный компьютерный чип «Минг Мекка», ожидая, что тот в итоге поделится результатами своих изысканий.
Используя чип, Макс запускает на «Евклиде» математический анализ Торы. Перед тем как снова сгореть, компьютер вновь выдаёт 216-значное число. Пока герой переписывает число с экрана, он прозревает и находит в нём систему, после чего теряет сознание. Очнувшись, Макс понимает, что может предсказать биржевые индексы. У героя усиливаются приступы головной боли, и он обнаруживает странный волдырь на правом виске. Он снова навещает Сола и требует от учителя объяснений, но старик продолжает настаивать, что существование вселенской системы невозможно.
Доусон и её люди ловят Макса на улице и требуют от него полученное число. Героя спасает Ленни, однако он также оказывается готовым на всё, чтобы узнать число. В итоге раввин объясняет Максу, что число означает настоящее имя Бога и нужно евреям для приближения мессианской эры. Однако Макс отказывается помогать кому бы то ни было и считает лишь себя избранным, достойным знания, раз число открылось именно ему.
Макс снова отправляется к Солу, но узнаёт, что тот умер. В квартире учителя он обнаруживает записи старика с тем же числом. Вернувшись домой, он в очередном приступе разбивает «Евклида». Подобно компьютерам, которые перед смертью выдавали одно и то же число, Макс начинает произносить цифры последовательности и теряет сознание. В видении он, находясь в пустоте, продолжает произносить комбинацию. Из небытия к сознанию Макса возвращает Дэви. Однако девушка оказывается галлюцинацией, и герой остаётся один в квартире. Он сжигает лист с записанным числом и просверливает череп электродрелью.
Позже Макс сидит в парке, и Дженна спрашивает у него, сколько будет 748 ÷ 238 (результат примерно равен пи). Макс улыбается и заявляет, что не знает ответа (хотя ранее, в начале фильма, он без труда мог производить операции над большими числами в уме и выдавал ответ). Он умиротворённо наблюдает за колышущимися на ветру деревьями.

## В ролях
- Шон Гуллетт — Максимилиан «Макс» Коэн
- Марк Марголис — Сол Робсон
- Бен Шенкман — Ленни Мейер
- Памела Харт — Мерси Доусон
- Лорен Фокс — Дженни Робсон
- Стивен Перльман — раввин Коэн
- Самия Шоаб — Дэви
- Аджай Найду — Фаррух, бойфренд Деви
- Кристин Мей-Энн Лао — Дженна, девочка
- Клинт Мэнселл — фотограф

## Создание
Бюджет фильма составил всего 60 тысяч долларов, большую часть из которых составили 100-долларовые взносы друзей и родственников Даррена Аронофски. Поэтому когда картина была продана «Artisan Entertainment» за 1 миллион долларов, каждый из вложивших 100 долларов получил назад по 150.
Фильм снимался прямо на улицах Нью-Йорка, без ограждения и предварительного согласования с властями, поэтому кто-то из съёмочной группы всё время должен был стоять часовым, чтобы предупредить о приближении полиции.

## Темы фильма

### Математика
В фильме часто упоминаются числа Фибоначчи, золотое сечение, спираль (в том числе Фибоначчи), и, непосредственно, само число Пи (его изучение главным героем и Солом Робсоном).

### Каббала
- Главный герой встречается с человеком, рассказывающим о каббалистическом методе анализа «гематрия».
- На экране компьютера высвечивается текст на иврите, который преобразуется в ряд чисел:

```
296 407 395  401 86  203  913
177 451 140 100 334  17 19 411  420 302
25 395 257  95  140 100 728  76
17 30 211 451 86  217  207 31 206
317   333 68  217  62  86  52
272 31  75 301 364 36 237 86
                   13 56 302 31
86 31 95 428 380 25 86  257
52 385 401 86 386 120 90  68
501 95 74 410 845  501 95 68
390 480 85 317 40 31 410 140
                    360 56 302 31 272

```

## Саундтрек
В фильме использована музыка ряда известных электронных исполнителей. Композитором фильма является Клинт Мэнселл, сыгравший в фильме эпизодическую роль фотографа.
| №   | Название                                                             | Исполнитель         | Длительность |
| --- | -------------------------------------------------------------------- | ------------------- | ------------ |
| 1.  | «πr²»                                                                | Clint Mansell       | 1:29         |
| 2.  | «P.E.T.R.O.L.»                                                       | Orbital             | 6:22         |
| 3.  | «Kalpol Introl» (На обложке был упомянут с ошибкой: «Kalpol Intro».) | Autechre            | 3:30         |
| 4.  | «Bucephalus Bouncing Ball»                                           | Aphex Twin          | 6:02         |
| 5.  | «Watching Windows» (Ed Rush & Optical remix)                         | Roni Size           | 6:35         |
| 6.  | «Angel»                                                              | Massive Attack      | 6:10         |
| 7.  | «We Got the Gun»                                                     | Clint Mansell       | 4:52         |
| 8.  | «No Man's Land»                                                      | Дэвид Холмс         | 6:18         |
| 9.  | «Anthem»                                                             | GusGus              | 4:52         |
| 10. | «Drippy»                                                             | Banco de Gaia       | 8:37         |
| 11. | «Third from the Sun»                                                 | Psilonaut           | 5:10         |
| 12. | «A Low Frequency Inversion Field»                                    | Spacetime Continuum | 6:58         |
| 13. | «2πr»                                                                | Clint Mansell       | 3:05         |

В создании альбома также принимали участие:
- дизайн — Jeremy Dawson, Sneak Attack
- исполнительный продюсер — Eric Watson, Ricardo Vinas, Sioux Zimmerman
- мастеринг — Mark Fellows
- слова [закадровый голос] — Даррен Аронофски, Шон Гуллетт

## Награды и номинации
- 1998 — приз ФИПРЕССИ (специальное упоминание) кинофестиваля в Салониках (Даррен Аронофски)
- 1998 — премия за лучшую режиссуру драматического фильма на кинофестивале Сандэнс (Даррен Аронофски)
- 1998 — специальное упоминание Национального совета кинокритиков США за мастерство в киноискусстве (For excellence in filmmaking)
- 1998 — номинация на Гран-При (Grand Prix Asturias) кинофестиваля в Хихоне
- 1998 — 3-е место в номинации «Лучший зарубежный фильм» на кинофестивале Фант-Азия (Fant-Asia Film Festival)
- 1998 — номинация на Гран-При Довилльского кинофестиваля (Deauville Film Festival)
- 1999 — премия Chlotrudis Awards за лучшую операторскую работу (Мэтью Либатик)
- 1999 — премия «Независимый дух» за лучший первый сценарий (Даррен Аронофски)
- 1999 — две номинации на премию «Независимый дух»: лучший дебют (Даррен Аронофски, Эрик Уотсон), лучшая операторская работа (Мэтью Либатик)